# Linfodrenaje
El linfodrenaje es un masaje linfático que trabaja y vacía primero el sistema linfático del tronco (incluso de regiones bastante distantes), y también de las áreas normales o no afectadas adyacentes al miembro linfadematoso, con el fin de reducir y eliminar el linfedema. 

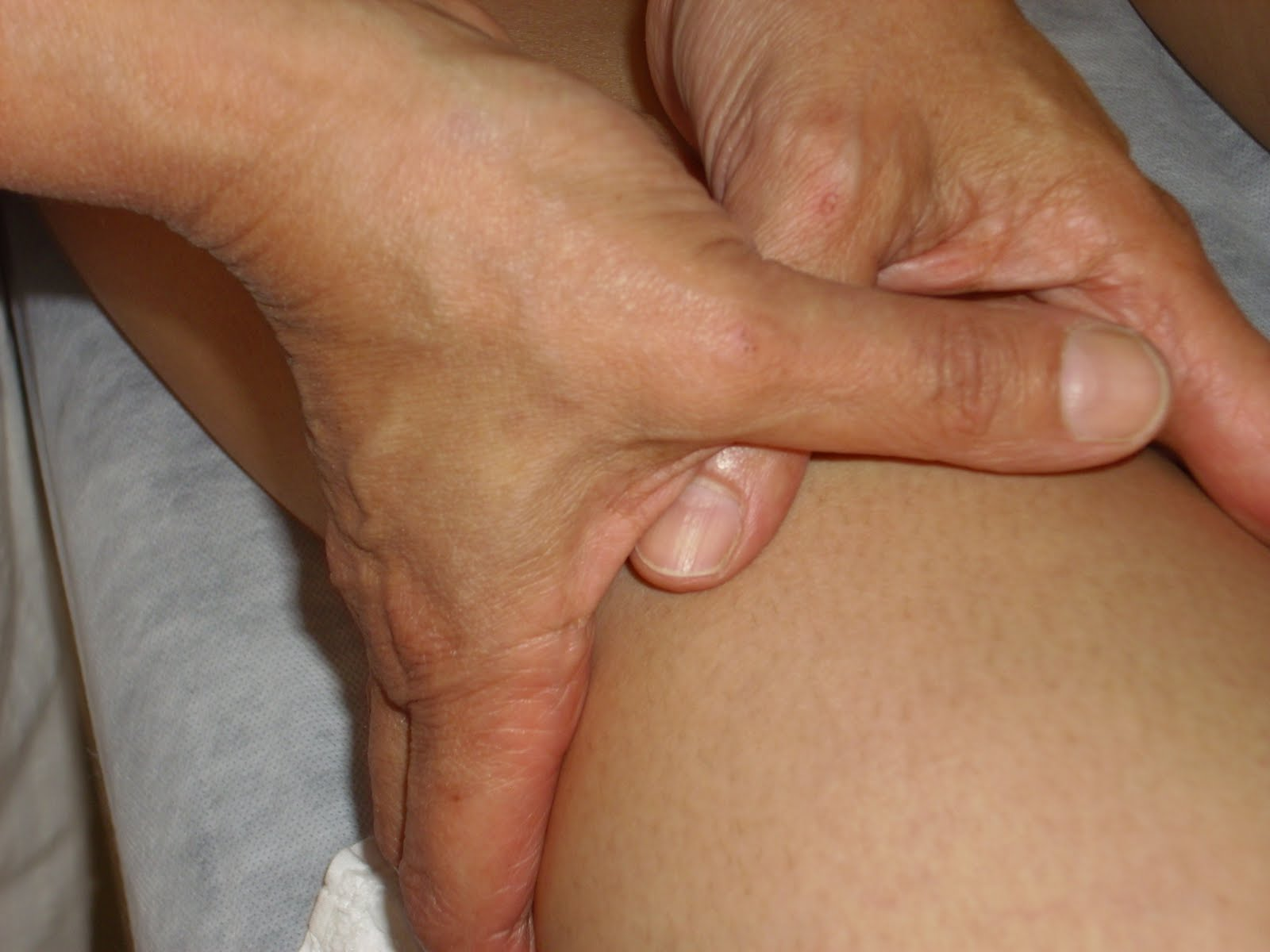
Linfodrenaje manual en la pierna de un paciente.

El masaje del miembro afectado siempre debe hacerse en la dirección del flujo de la linfa, por ejemplo, hacia el tronco. Empieza por la parte del miembro adyacente al tronco. Gradualmente se amplía a todo el miembro, hasta llegar a la mano o el pie afectados.
La reducción del linfedema solamente continuará mejorando después del tratamiento si se ha mejorado el drenaje del área bloqueada hacia las áreas adyacentes normales, aumentando el tamaño y número de los vasos linfáticos que unen un área de drenaje a la siguiente (las áreas linfáticas colaterales o el sistema linfático colateral).
Según los doctores Casley-Smith, La TFC (Terapia Física Compleja) es la que da el mejor resultado y las reducciones más rápidas. Mantener estas reducciones dependerá siempre de si el paciente está dispuesto a colaborar utilizando en todo momento las prendas de compresión, que cuiden y protejan el miembro afectado de cualquier infección, y que continúe con los ejercicios especiales. (Estos ejercicios son determinantes durante y después de la terapia.) Después de un año, un miembro puede todavía seguir del mismo tamaño con este tratamiento, o incluso mejorar, estando más blando y en mejores condiciones. La terapia puede repetirse después de seis meses o un año, dependiendo de cada paciente. Siguiendo estas instrucciones, hay siempre una reducción, sin tener que pasar por el dolor o el gasto muy superior de una intervención quirúrgica, que a menudo da resultados mucho más pobres, o incluso empeoran su estado.
Para conseguir los mejores resultados, La terapia consiste en dar:
- De dos a seis semanas de linfodrenaje (más tiempo en casos graves).
- De duración como mínimo de una hora por miembro afectado por día.

El masaje debe darse por lo menos durante 5 días seguidos semanales. En un tratamiento correctamente hecho, la mayor reducción normalmente ocurrirá en los primeros 7-10 días. El resto de los días son normalmente de consolidación y mantenimiento, posibilitando el vaciado linfático colateral, aumentando el bombeo por las vías de vaciado profundas, ablandando el exceso de tejido enfibrosado, y a veces un trabajo especial para acondicionar de la piel.
Es muy importante que el fisioterapeuta esté especializado en la terapia de linfodrenaje para evitar posibles complicaciones y para conseguir los mejores resultados. 
Su doctor debe asegurarse de que el miembro afectado esté libre de cualquier infección antes de empezar el tratamiento, ya que supone una carga adicional para el sistema linfático y podría interferir en el tratamiento. (Sin embargo, pueden tratarse úlceras crónicas e infecciones por hongos satisfactoriamente durante la terapia). El tratamiento también reduce la insuficiencia venosa crónica (que tiene un componente de linfedema), así como úlceras rebeldes causadas por esta enfermedad. 
Los pacientes pueden permanecer en el hospital durante el tratamiento. Es preferible quedarse en el hospital, por ejemplo, en el caso de que el ajuste de las vendas sea necesario por la noche, ya que el miembro afectado corre más riesgo durante el tratamiento. Es aconsejable verificar el diagnóstico de linfedema antes de empezar el tratamiento.
Se avisa que después de la terapia, los pacientes deben usar una prenda de compresión/retención ortopédica buena, cambiándola cuando sea necesario. Se dice que existe una pérdida de tiempo y dinero, con el riesgo de que el edema vuelva a su estado inicial, por no usar la prenda de contención. Los pacientes también deben continuar con los ejercicios. Y probablemente les resulte más cómodo para dormir utilizar un vendaje en lugar de una prenda de compresión.
Los pacientes pueden necesitar repetir el tratamiento a los seis meses o al año y probablemente repetirlo un año después. Estas visitas de retorno son necesarias porque, después de un tiempo, el cuerpo tiende a remoldarse y es posible reducir aún más el edema.
Algunos pacientes se benefician de sesiones más frecuentes, pero posiblemente más cortas. Cuanto más pronto se trate el linfedema, mejor. Un tratamiento inicial temprano suave puede reducir a menudo un miembro afectado a un estado casi normal, y las reducciones buenas incluso son muy duraderas. La mayoría de los pacientes tienen a menudo reducciones muy buenas con el vendaje firme.